# 卡斯蒂伊
卡斯蒂伊（法語：Castilly，法語發音：[kastiji] ⓘ）是法国卡尔瓦多斯省的一个旧市镇，属于巴约区。2017年，卡斯蒂伊与市镇滨海伊西尼、武伊、讷伊拉福雷和莱苏博合并为新的滨海伊西尼。

## 地理
卡斯蒂伊（49°16'13"N, 1°1'26"W）面积12.2 平方千米，位于法国诺曼底大区卡爾瓦多斯省，该省份为法国西北部沿海省份，北濒大西洋英吉利海峡，东北与滨海塞纳省以海上边界相接，东临厄尔省，南至奧恩省，西与芒什省接壤。
与卡斯蒂伊接壤的市镇（或旧市镇、城区）包括：布里克维尔、卡尔蒂尼-莱皮奈、科隆比耶尔、拉福利、利松、讷伊拉福雷、莱苏博、圣马尔库夫、武伊。

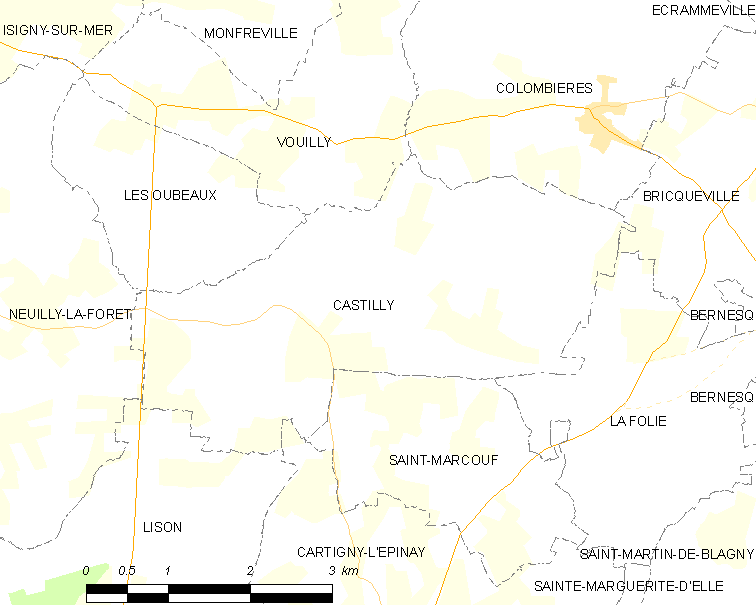
卡斯蒂伊的OSM定位图

卡斯蒂伊的时区为UTC+01:00、UTC+02:00（夏令时）。

## 行政
卡斯蒂伊的邮政编码为14330，INSEE市镇编码为14142。

## 政治
卡斯蒂伊所属的省级选区为特雷维耶尔县。

## 人口

1962-2008年间卡斯蒂伊人口变化图示

卡斯蒂伊于2018年1月1日时的人口数量为306人。